# Aepisaurus
Aepisaurus („vznešený ještěr“) byl býložravým dinosaurem (sauropodem), který dosahoval délky asi 15 metrů. Žil v době před asi 125 až 112 milióny let (geologický věk apt a alb) na území dnešní jihovýchodní Francie (departement Vaucluse). Byl popsán francouzským paleontologem Paulem Gervaisem již roku 1852 a patří tak k vůbec prvním popsaným neptačím dinosaurům v kontinentální Evropě a vlastně i na světě. Byla z něj známa pouze jedna fosilizovaná pažní kost (humerus), dlouhá 90 cm a široká 33 a 25 cm resp. na rozšířených koncích. Dnes už je ztracena a existuje pouze její odlitek. Proto o tomto sauropodovi mnoho informací nemáme.
Je jisté, že šlo o velkého býložravého dinosaura s dlouhým krkem a ocasem, poměrně malou hlavou a čtyřmi sloupovitými končetinami. Přesnější systematické zařazení nebo podrobnější anatomické informace však budou k dispozici pouze v případě objevení dalšího fosilního materiálu.